# Talcy (Loir y Cher)
 Talcy  es una población y comuna francesa, en la región de Centro, departamento de Loir y Cher, en el distrito de Blois y cantón de Marchenoir.

## Demografía
| 262 | 235 | 223 | 241 | 240 | 247 |
| Para los censos de 1962 a 1999 la población legal corresponde a la población sin duplicidades (Fuente: INSEE [Consultar]) |     |     |     |     |     |